# Соломирский, Павел Дмитриевич
Павел Дмитриевич Соломирский (6 октября 1798 — 2 марта 1870) —  один из представителей династии горнозаводчиков Турчаниновых — Соломирских, внук Алексея Фёдоровича Турчанинова, генерал-майор.

## Биография
Соломирский был плодом внебрачной связи. Мать Павла Дмитриевича — старшая дочь А. Ф. Турчанинова — Наталья Алексеевна (по первому мужу Колтовская). Отцом был Дмитрий Павлович Татищев, крупный дипломат своего времени.
Существует также версия, согласно которой отцом Павла Дмитриевича Соломирского является император Павел I. Данная версия родилась после того, как стало известно о связи между Павлом I и Колтовской. Впоследствии отмечалось сходство Павла Дмитриевича Соломирского с императором. Документально версия не подтверждается.
Поскольку дети Колтовской (Павел Дмитриевич и его брат Владимир Дмитриевич) родились вне церковного брака, и по обычаям того времени не могли носить родовую фамилию отца — Татищев, им была определена фамилия Соломирские, которую, как предполагалось, носили удельные князья — предки Татищевых.

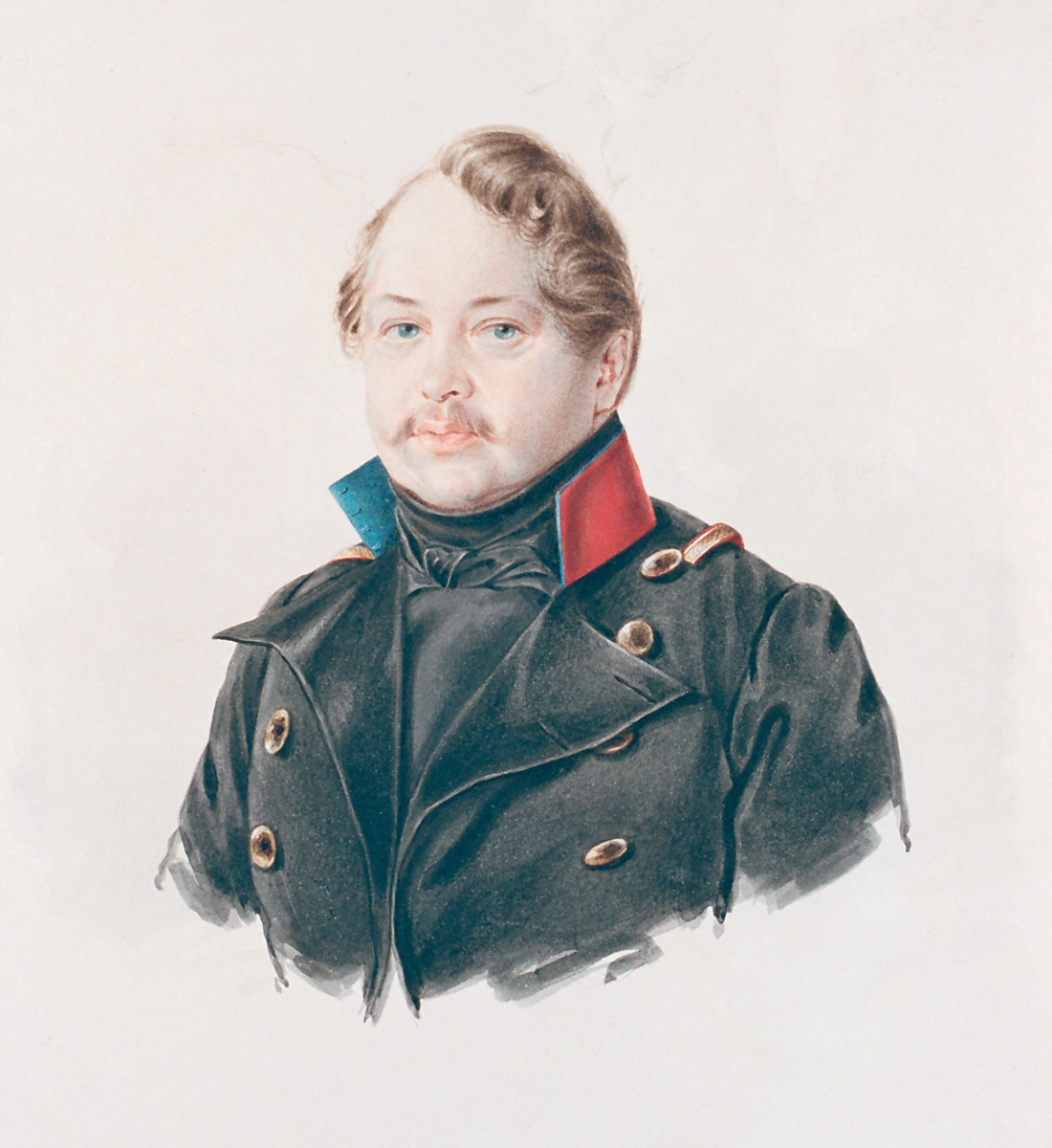
Павел Соломирский

Вырос в доме матери как её «воспитанник». Служил полковником лейб-гвардии гусарского полка. Летом 1829 года был замешан в деле о побеге девицы Ольги Строгановой с графом П. К. Ферзеном. За участие в их тайном венчании Соломирский был переведен в Александрийский гусарский полк. Принимал участие в Русско-турецкой войне и в подавление Польского мятежа, где был ранен пулей в подбородок, с раздроблением челюсти. 
С апреля 1833 года полковник Лейб-гвардии Гусарского Его Величества полка. Под его началом одно время служил М. Ю. Лермонтов. С 1835 года был в отпуску, жил с семьей в Царском Селе. В декабре 1839 года перешел на гражданскую службу в чине статского советника. С 1841 по 1846 года был причислен к Департаменту уделов и пожалован камергером, в 1850—1853 годах был почетным смотрителем Екатеринбургского уездного училища. По прошению в 1855 году был уволен со службы в чине генерал-майора. 
После 1841 года из-за нехватки средств (к 1837 году долги Соломирского составляли 1400 тыс. руб.) переехал с семьей на Урал, где вплотную занялся управлением предприятиями Сысертского горнозаводского округа. Проявил себя деятельным и рачительным хозяином, существенно прирастил семейную собственность. Под его руководством были обновлены производственные мощности существовавших заводов, и открыты новые предприятия. В 1847 году была пущена новая доменная печь на Сысертском заводе, затем построен завод в Верхней Сысерти, а 1854 году начал работу Ильинский завод. В 1859 году запущена доменная печь на Северском заводе (сооружение сохранилось до настоящего времени — находится под охраной ЮНЕСКО как уникальный памятник промышленной архитектуры). Брат Павла Дмитриевича — Владимир Дмитриевич — делами заводов не занимался, управлял своим имением во Владимирской губернии, на склоне лет проживал в Царском селе.
Скончался 2 марта 1870 года в Перми от паралича (отпевание было в пермском Петро-Павловском соборе 4 марта) и был похоронен в семейной усыпальнице в ограде Симеоно-Анненской церкви в Сысертском заводе.
После смерти Павла Дмитриевича заводское хозяйство пришло в упадок. Основными причинами этого стали значительные размеры долговых обязательств и отмена крепостного права. В 1879 году к управлению семейными предприятиями приступил сын Павла Дмитриевича Соломирского — Дмитрий Павлович, который сумел выиграть у своего дяди Владимира Дмитриевича судебный спор за контроль над заводами.

## Семья

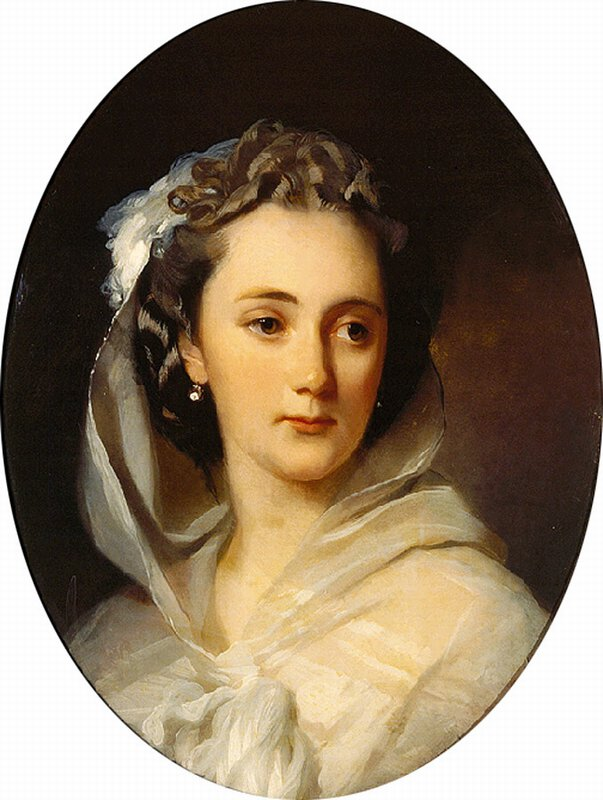
Портрет дочери Соломирского (Анны или Натальи). Худ. И. К. Макаров

Жена (с 3 июля 1835 года) — Екатерина Александровна Булгакова (01.03.1811—1880),  фрейлина двора, старшая дочь московского почт-директора А. Я. Булгакова. По свидетельству графа М. Д. Бутурлина, Соломирская была очень хороша собой, «нечто вроде греческого типа, с блестящим цветом лица». Князь Вяземский называл её «ушком», потому что при смущении у неё краснело не лицо, а одно из ушей, отличавшихся вообще особенною прелестью. По поводу её свадьбы он писал Тургеневу:
Екатерина Булгакова будет завтра в Москве супругою толстого гусара Соломирского и едет в Сибирь на медовую луну, а там — на житье сюда.
 Брак был очень счастливым. Соломирский относился к жене с трепетом и заботой. В письмах называл её «моя голубушка», «моя повелительница», «любезнейшая супружница». Из-за финансовых трудностей и невозможности жить в столице после 1842 года супруги уехали на Урал в имение Сысерти. Зиму они иногда проводили в Екатеринбурге. После смерти мужа жила в крайне стесненных обстоятельствах на пособие, которое ей выплачивал старший сын. Умерла от тифа в Нижнетагильском заводе. В браке имели детей:
- Ольга (1837—1888), в замужестве за Алексеем Ивановичем Кронеберг (1824—1880).
- Дмитрий (1838—1923), наследник уральских заводов, женат на Вере Никтополионовне Клементьевой.
- Екатерина (1839—1858), жена князя Леонида Алексеевича Ухтомского, вице-адмирала.
- Лев (1841—1879), женат на Фрейганг. Похоронен в семейной усыпальнице в Сысертском заводе.
- Павел (21.04.1842[5]— ?)
- Мария
- Александра
- Анна, в замужестве Пенинская.
- Наталья (1847—1893), жена Андрея Никитича Всеволожского, таврического губернатора.
- Александр (1852— ?), женат на Ольге Владимировне Калачевой (ум. 1914).